# Art pompier

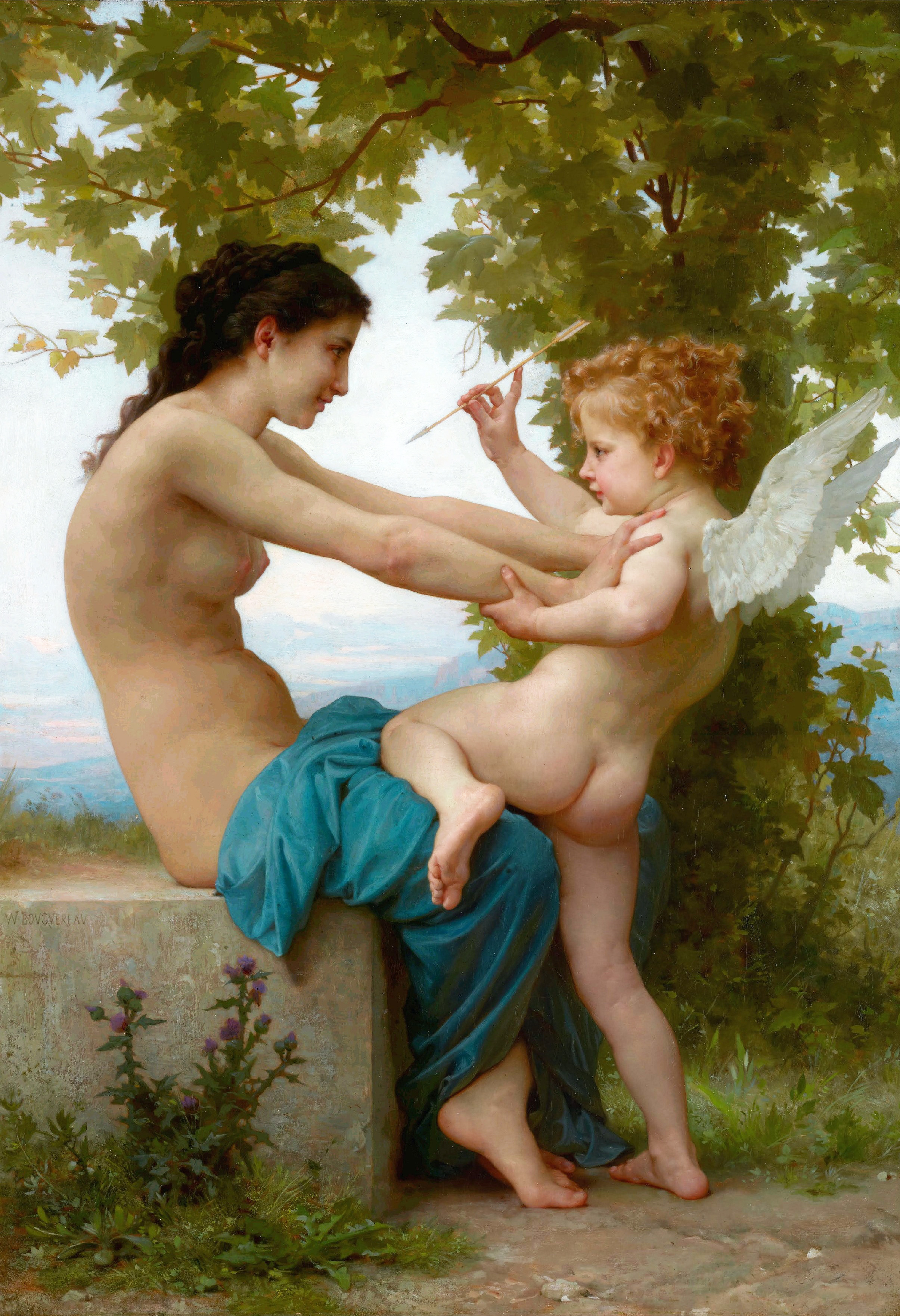
Joven defendiéndose de Eros, de Bouguereau

Art pompier (en francés, lit. 'arte bombero') es una denominación peyorativa para referirse al academicismo francés de la segunda mitad del siglo xix, bajo la influencia de la Academia de Bellas Artes. La expresión se refiere todavía hoy al arte académico oficial, afecto al poder, que aunque utiliza técnicas magistrales resulta a menudo falso y vacío de contenidos.
El origen del apelativo es incierto: podría derivar de los yelmos de las figuras clásicas, similares al casco de un bombero; o podría simplemente referirse al carácter pomposo y retórico de muchas representaciones de la época.
La corriente artística del Neoclasicismo, inserta en el siglo xviii y prolongada a la primera mitad del siglo xix, tenía en el rigor racional el primer requisito para prestarse a la enseñanza en las academias, y sugería, en su mismo contenido, el camino de la imitación, no ya de la naturaleza visible o la realidad social, sino del producto artístico y de la historia del mito de aquel lejano pasado, griego y romano, que se señalaba como modelo de armonía y belleza. En Francia, el sugestivo ejemplo del arte de David —por otro lado, personalmente opuesto a cualquier academia—, y luego el de Ingres, generará consenso y motivará a imitadores.
La Academia real de pintura y escultura se había creado en Francia en 1648, con el objetivo de garantizar a los artistas una norma de calidad, dotándolos de un estilo pleno de simplicidad aunque también de grandiosidad, de armonía y de pureza. Con este fin se afirmaba la necesidad de observar los siguientes principios:
- Estudio del desnudo y de la anatomía.
- Imitación de los antiguos y de la naturaleza idealizada.
- Realizar las obras en el estudio pero también al aire libre.
- Primacía del diseño sobre el color.
- Obra completa.

Estos criterios formales no cambiaron en el curso de los siglos, y fueron mantenidos por los profesores de la Escuela de Bellas Artes, que se atuvieron a los principios formulados por sus maestros: los estudiantes, para ser admitidos, debían superar un concurso consistente en la pintura de un desnudo a partir de un modelo viviente.

## La formación artística en las academias

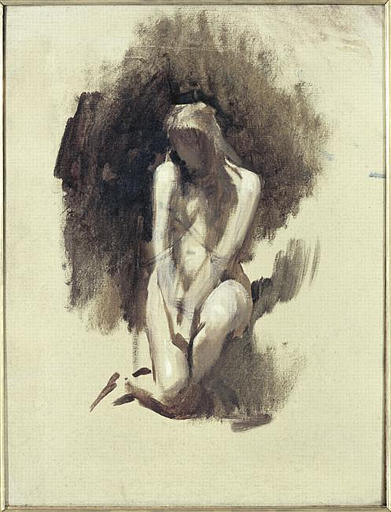
Desnudo de mujer, apunte, de Léon Bonnat.

La dificultad de la prueba residía en que el alumno generalmente debía presentarse al concurso solo después de haber asistido a un largo curso de aprendizaje en un atelier privado, en el que tenía que respetar un programa de estudios muy riguroso.
Primero debían copiarse diseños o estampas, y luego de meses de ejercitación se pasaba al guion, al tratamiento de formas y sombras y ala escultura. El siguiente paso consistía en la copia de yeso, reproducción de bustos, u obras clásicas completas, junto al estudio de la historia del arte, de la literatura y de la mitología, en especial de los temas que se representaban en las obras de arte.
Superada esta fase, el alumno podía iniciarse en el estudio de la naturaleza, diseñando el modelo viviente, siguiendo el camino que va del simple esquicio, esqueleto de la composición, a la mayor definición del esbozo, en el que se reparten las sombras y las luces, hasta llegar al detalle, la «puesta en escena», y el diseño terminado. Pero el modelo viviente se reproduce «correctamente», eliminando las «imperfecciones de la naturaleza», corrigiéndolo según un modelo ideal de nobleza y decoro.
En tanto el alumno proseguía por su cuenta con el estudio de la composición con la práctica del croquis, el rápido esquicio de momentos de la vida cotidiana para desarrollar la imaginación personal, que quedará registrada en sus propios cuadernos de bolsillo, los carnets de poche.

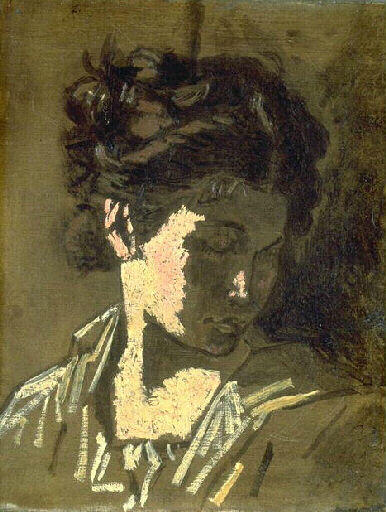
'Estudio de cabeza, esbozo, de Thomas Couture.

Los estudiantes de la Academia repetían el curso de diseño ya seguido en el atelier para unirse finalmente al curso de pintura. Daban gran importancia al esquicio, que era objeto de concursos, y a la creatividad del alumno —que trascendiendo el detalle— daba forma general a la composición. La creatividad debía todavía estar sujeta a la disciplina y regulada por los estudios magistrales. Del esquicio se pasaba al borrador, seguido del carboncillo, del cual se pasa al esfumino, que se empasta y se diluye para lograr casi transparente las sombras.
La base de la enseñanza académica residía en la copia del modelo viviente, del yeso que reproducía la estatuaria antigua, y de la pintura de los maestros del Renacimiento.
La formación académica atestiguaba la formación del artista, que podía presentarse en sociedad con los «papeles en regla», para obtener el reconocimiento definitivo y garantizar los encargos oficiales por parte del Estado y de aquellos mecenas privadas y coleccionistas, aunque la consagración pública se daba con el Premio de Roma o en el Salón de París.

## El nacimiento delart pompier
El Salón, institución nacida en 1667, tomó a partir de la Revolución francesa el carácter de una exposición libre, desarrollada en las salas de Louvre, en la que cualquier artista podía participar. Con la vuelta autoritaria del Consulado (1799-1804) y después del Imperio napoleónico (1804-1814), se creó una comisión encargada de admitir las obras y distribuir los premios.
En la primera mitad del siglo xix, con el fin del Neoclasicismo se asistió en Francia a una fase de búsqueda que dio lugar a tres corrientes artísticas: la pintura romántica, que tendía a exaltar la imaginación, conmover y emocionar, reforzando los colores y disolviendo las formas clásicas; el realismo, que buscaba indagar la realidad, poniéndola en primer plano, dándole un rol autónomo y un peso que superaba la función tradicional de una imagen simple; y la pintura académica, formada por los pintores que por defender los valores de la gran tradición pictórica, fundada sobre la imitación de lo antiguo, concedían valor nulo a la espontaneidad del hecho artístico, y se limitaban a repetir los temas mitológicos, literarios e históricos del pasado.
Gran parte de esta última, a través de la reproducción de los temas clásicos, buscaba obtener un resultado social: complacer el gusto de los clientes, aristócratas y burgueses ricos y culturalmente activos, asegurando la nobleza de sus propios valores, fundados en la exaltación tanto de la tradición como de los más recientes modelos de virtud cívica de la clase dirigente en el poder: el art pompier.

## La temática delart pompier

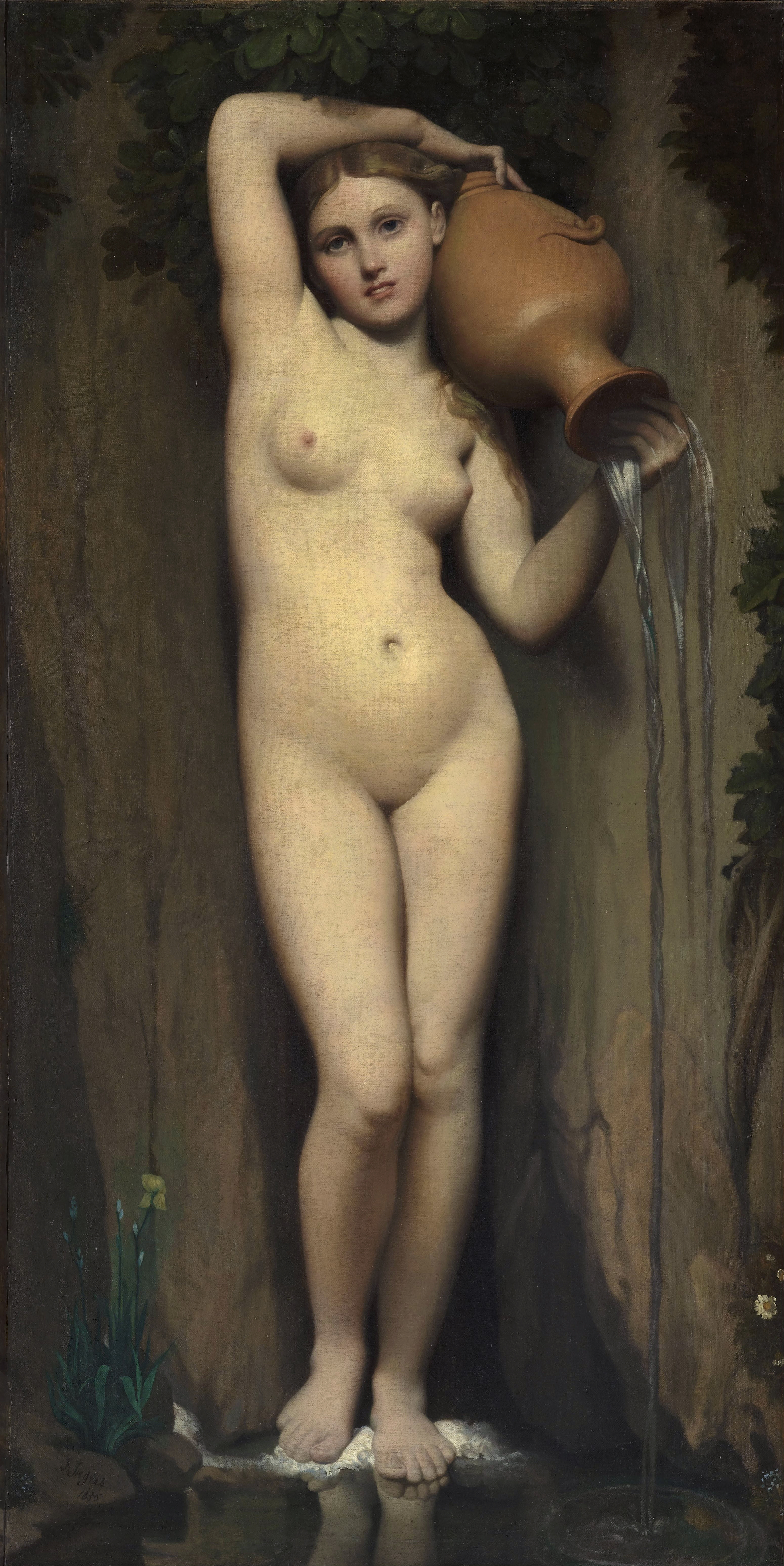
La fuente, Ingres.

### El desnudo
Lo que el amor fue para narradores y poetas, el desnudo lo fue para los artistas de la forma.
Paul Valéry, Escritos sobre el arte, p. 35

La representación de la figura humana desnuda —considerada la expresión por excelencia de la nobleza de la naturaleza— se remonta a los orígenes del arte. Sin el obstáculo de la vestimenta que esconde las formas, el artista puede desafiar una de las mayores dificultades artísticas: la reproducción del gesto, del juego de la musculatura sobre la que se difunde la luz y se modulan las sombras, de la delicadeza de la carne.
Representada frecuentemente en el arte antiguo pero raramente en la pintura o escultura de la Edad Media, a partir del siglo xvi el desnudo se vuelve común en el arte europeo, con el regreso a los temas mitológicos, alegóricos e históricos. En el siglo xix, el desnudo es casi siempre femenino, y como en consecuencia queda ligado estrechamente a la sensualidad, la representación queda sujeta a cautelas y convenciones. Así esta pintura se convierte en:

El grado más elevado del arte, porque aporta a la representación de la belleza el toque necesario de la vida.
M. Haddad, La divine et l'impure: le nu au xixe siècle, p. 177.

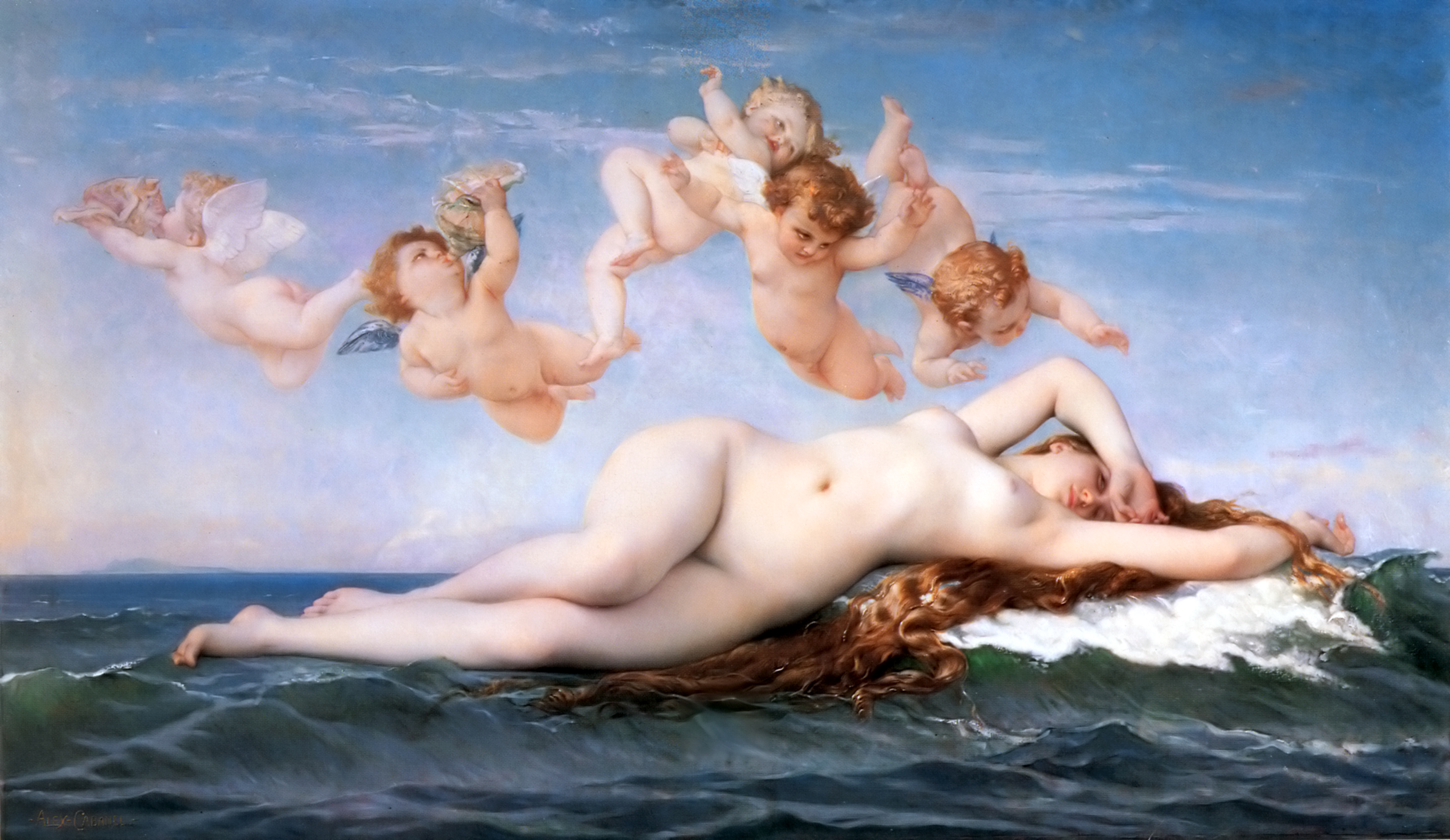
El nacimiento de Venus, de Alexandre Cabanel.

Si el pintor formado en las academias podía traer del pasado una gran cantidad de modelos de referencia para sus propias Venus, los más consultados eran los recientes modelos de Ingres. En el Salón oficial de 1863, el mismo año que vio el nacimiento del Salon des Refusés, se expusieron con éxito tres Venus: la de Amaury-Duval; el Nacimiento de Venus, de Alexandre Cabanel: y La ola y la perla, de la emperatriz Eugenia.
De hecho, Cabanel conocía bien el gusto del público y de las instancias oficiales; en consecuencia, mezcló las referencias de Ingres con la Galatea de Rafael y la pintura del siglo xvi, mediante el pretexto del tema mitológico, poniéndose a reparo de acusaciones de inmoralidad, transformando la figura de la diosa en una invitación erótica, como confirma la malicia de los personajes secundarios oportunamente velados en las sombras.

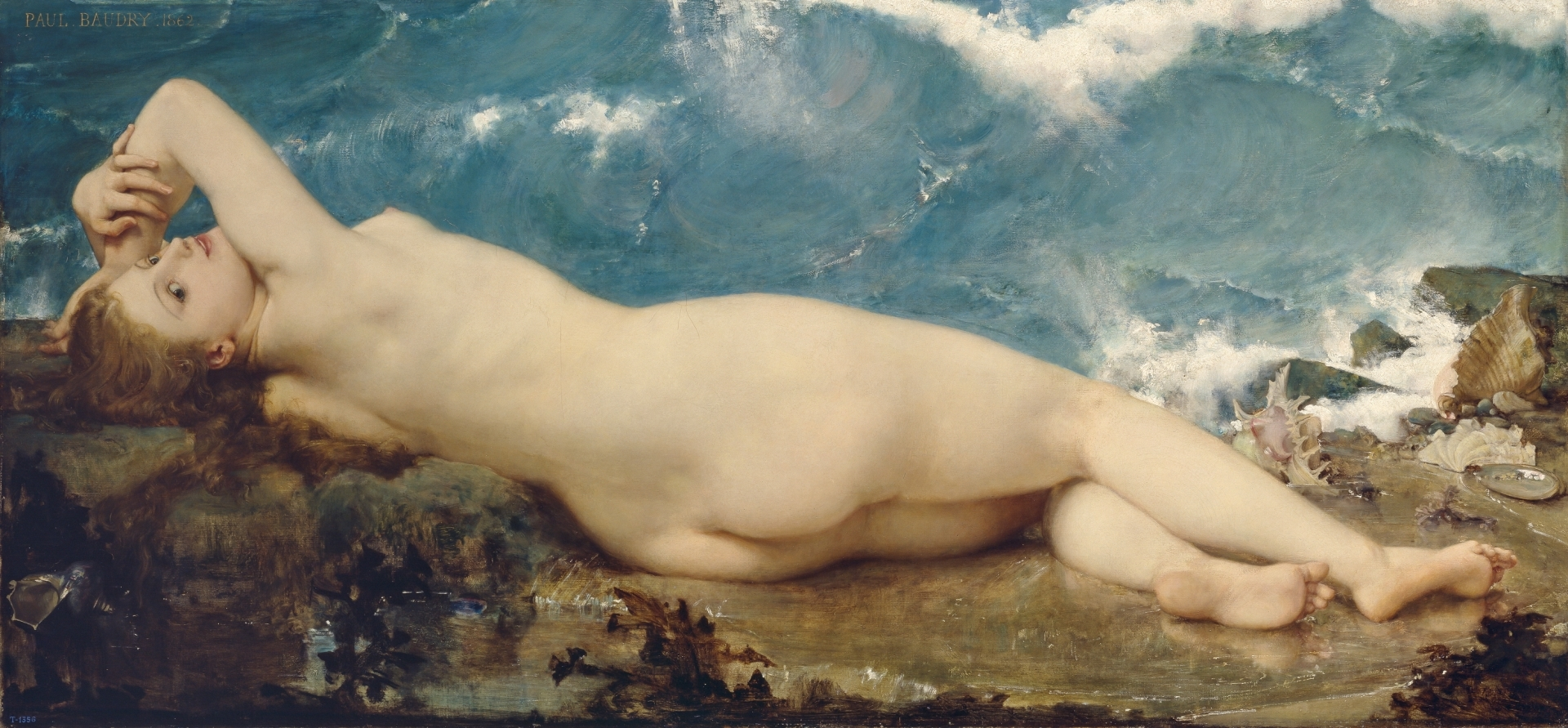
La perla y la ola, de Paul Baudry.

Émile Zola, adversario eterno de Cabanel, denunció la supuesta «trampa»:

La diosa anegada en un humo de leche tiene el aire de una deliciosa cortesana, ya no en carne —que sería indecente— sino en una especie de pasta y almendras, blanca y rosa. Hay personas que encuentran adorable a esta muñeca bien diseñada, bien formada, y la declaran hija o al menos bastarda de la Venus de Milo, tal la opinión de la gente seria. Hay gente que se maravilla de la sonrisa de la muñeca, de sus miembros delicados, de su pose voluptuosa: esa es la opinión de la gente superficial.
Salons, p. 111.

Aún más explícito es el mensaje de la imagen de Paul Baudry que, por no poder referir directamente a la mitología, titula su cuadro La ola y la perla, fábula persa, pareciendo aludir a las fábulas de Las mil y una noches, en las que «la perla no perforada» se usa como eufemismo de virginidad.
Louis Auvray le adjudicó el rol de «obra capital de la exposición». «Las formas son bellas y verídicas, la pose es graciosa, las manos sutiles y originales, la expresión de los ojos y la boca encantadores. Es una tela delante de la cual nadie permanece impasible». Y para Théophile Gautier, «una de las emociones más vivas que el arte puede dar: lo extraño en la refinación, lo raro en la belleza».
Que el tema mitológico sirve únicamente de pretexto a la transfiguración del desnudo permite enmascarar la voluntad del pintor de requerir el voyerismo del espectador se demostró por el escándalo generado por la crítica oficial, que refuto cualquier cobertura literaria o mitológica, incluyendo referencias a Déjeuner sur l’herbe y a Olympia, de Manet, expuestas en el Salon des Refusés en 1863 y 1865 respectivamente.

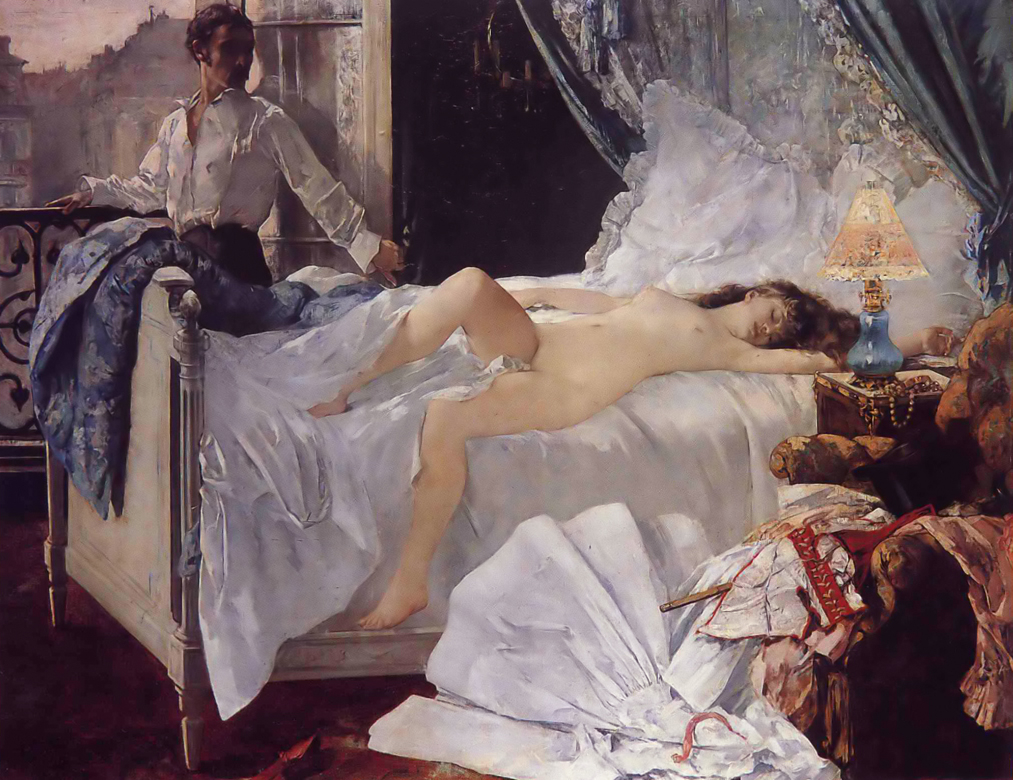
Rolla, de Henri Gervex.

También Rolla, un cuadro del académico Henri Gervex presentado al Salón de 1878, fue rechazada y acusada de inmoralidad. Sin embargo, el estilo de la pintura de Gervex está en consonancia con el gusto dominante y la escena —que representa el momento en que el protagonista de la poesía de Alfred de Musset, Rolla, se suicida tirándose de una ventana después de una noche con una prostituta— se justifica por el sujeto y está perfectamente construida según un crescendo de tensiones dramáticas: la mirada pasa del desorden de la ropa de cama donde yace en un sueño roto la dama, y, allí, Rolla y la ventana abierta, que muestra los palacios de París envueltos por la primera luz del alba.
Que el erotismo se muestra como parte de la realidad cotidiana es, por lo tanto, refutado por la cultura dominante: la sensualidad existe, pero no debe ser representada. En resumen, la tela fue expuesta tres meses en una galería privada atrayendo multitudes parisinas y volviendo célebre a su autor.

### La pintura histórica
[…] es necesario […] tratar la historia y la mitología, representando —como los historiadores— acciones grandes, o como los poetas, sujetos agradables […] debemos saber descubrir bajo el velo de las alusiones mitológicas la virtud de los grandes hombres y los misterios más elevados.
André Félibien, Conférences de l'Académie royale de peinture et de sculpture, 1705.

Después de un larguísimo período en el que la pintura había tenido por único sujeto la religión, con la instauración de los Estados, los artistas fueron llamados a celebrar cambien la virtud cívica, la gloria de la nación, la obra y el prestigio de sus principales representantes.[cita requerida]